# Henri Bierna
Henri Victor Bernard Bierna (ur. 2 września 1905 w Liège, zm. 13 maja 1944 w Waremme) – belgijski piłkarz grający na pozycji napastnika. Był reprezentantem Belgii.

## Kariera klubowa
Całą swoją karierę piłkarską Bierna spędził w klubie US Liège, w którym grał w latach 1926-1939.

## Kariera reprezentacyjna
W reprezentacji Belgii Bierna zadebiutował 2 stycznia 1927 w przegranym 2:3 towarzyskim meczu z Czechosłowacją, rozegranym w Liège. W 1928 roku był w kadrze Belgii na Igrzyska Olimpijskie w Amsterdamie, lecz nie zagrał w żadnym spotkaniu. Od 1927 do 1928 roku rozegrał 9 meczów i strzelił 2 gole w kadrze narodowej.